# Соловйовська переправа
Соловйовська переправа (Соловйова переправа) — одна з п'яти переправ через Дніпро, якими здійснювалося сполучення з тилом, а потім виходили з оточення 16-а та 20-а армії під час Смоленської битви 1941 року. Сама переправа знаходиться в селі Соловйово Кардимовського району Смоленської області неподалік від Старої Смоленської дороги.
Відома Соловйова переправа з XV сторіччя як Соловйов перевоз, яким переправлялися війська литовців. У XVII сторіччі перевозом переправлялися польські військові сили.
1812 року під час франко-російської війни після Смоленської битви Соловйовською переправою рухалася відступаюча російська армія.

## Переправа в липні-серпні 1941 року
Починаючи липнем 1941 року переправа була єдиним місцем, по якому здійснювалося матеріально-технічне забезпечення військ радянського Західного фронту біля Смоленська — через німецький десант у місті Ярцево; велися постійні бої за володіння переправою за постійної переваги в повітрі сил Люфтваффе, переправа постійно бомбардувалася.
15 липня німецькі війська перетнули шосе Мінськ — Москва, підходять до переправи зі сторони Мстиславля, почалися безперервні бомбардування Ю-88, виникла загроза оточення радянських військ. Оборону Соловйовської та Ратчинської переправ з 17 липня забезпечував спеціальний зведений загін — залишки 5-го механізованого корпусу, яким керував полковник Олександр Лізюков, до обов'язків загону також входили забезпечення довезення всього необхідного радянським силам під Смоленськом та — при необхідності — забезпечення шляхів їх відходу, перевезення поранених та хворих.
Власне переправа являла собою понтонні мости, споруджені саперами, також був в наявності недобудований міст на Старій Смоленській дорозі. Біля Дніпра було постійне скупчення техніки та людей — і військових, і цивільних, котрі намагалися чимшвидше переправитися через річку.
Бої за утримання переправи вели кіннотники під керівництвом Лева Доватора; згодом за ці бої Доватор був нагороджений орденом Червоного Прапора.
27 липня 1-а Московська мотострілецька дивізія, котрою керував Яків Крейзер, отримує наказ обороняти відхід з'єднань 20-ї армії до Соловйовської переправи. Того ж дня німецькі сили — танки, 20 танкеток та група мотоциклістів з напряму Ярцева змогли відтіснити прикриваючий батальйон на східний берег річки Вопь у висліді щоденних боїв, перейняли над нею контроль та починають окопуватися на західному березі Вопі по лінії Ярцево — Задня. Увечері 27 липня військове керівництво наказує перейняти контроль над переправою силами 101-ї танкової дивізії та 38-ї, 64-ї й 108-ї стрілецьких дивізій 44-го стрілецького корпусу. Фронтова авіація мала безперервно бомбити німецькі сили біля Ярцева, Духовшини. В швидкому часі 28 липня вояки із «групи Костянтина Рокосовського» відбили переправу у німецьких сил.
29 липня керівництво Західного фронту приймає рішення про виведення ще існуючих оточених підрозділів 16-ї та 20-ї армій. На початку серпня 1941 року 16-а та 20-а радянські армії отримують наказ припинити охорону Смоленська та відійти на східний берег Дніпра; відступ почався 3 серпня. Проходження техніки та людей по понтонах відбувалося під безперервним артилерійським обстрілом та авіаударами, до середини дня всі мости були знищені.
Керівництво ставить завдання по охороні Соловйовської переправи: 5-й механізований корпус з 229-ю та 233-ю стрілецькими дивізіями з 4-ї ранку 3 серпня проривається в напрямі Усініно — Задня — Пнево — Макеєво та виходить до Дніпра, проривається біля Соловйова та Макеєва і по річках Хмость — Орлея — Водва займає оборону за Дніпром від річки Вопь до гирла річки Устром; 1-а мотострілецька та 57-ма танкова дивізії — вести оборону на рубежі річок Орлея — Лосьмена.
4 серпня під покривом туману переправи були відновлені, після переправи на східний берег армії Михайла Лукіна та Павла Курочкіна займають оборону, ті позиції вони тримали до жовтня.
Вранці 4 серпня з'єднання, котрими керували німецькі генерали Герман Гот та Гайнц Вільгельм Гудеріан, прориваються до переправи від Ярцева та Єльні, намагаються зімкнути кільце біля неї, в тому ж часі висаджується нацистський десант.
Начальник штабу нацистської 4-ї армії генерал Гюнтер Блюментріт в своїх споминах наголошував на важливості переправи.
В боях за утримання переправи була задіяна експериментальна артилерійська батарея з 7-ми реактивних установок «Катюша», яким керував капітан Іван Флеров.
Після напружених боїв 5 серпня з'єднання 5-ї німецької танкової армії змогли оволодіти переправами, по яким відступали основні сили 16-ї, 19-ї та 20-ї радянських армій.
Згідно робіт різних дослідників, на Соловйовській переправі загинуло від 50 000 до 100 000 радянських військових.
З 29 липня по 2 серпня 64-а стрілецька дивізія втратила вбитими 2582 бійці, 108-а стрілецька дивізія — 3561 чоловіка, 101-а танкова дивізія 1-2 серпня — 285 чоловік та 15 танків, 38-а стрілецька дивізія за 3 серпня — 206 чоловік.

## Вшанування пам'яті
5 серпня 1941 року генерал Олександр Лізюков за керівництво обороною Соловйовської переправи представлений до звання Героя Радянського Союзу.
У 1964 році відбулося урочисте відкриття пам'ятника батареї «Катюш» капітана Флерова, біля місця переправи встановлено пам'ятний знак, 1998 роком відбулося відкриття пам'ятника героїчним захисникам Соловйовської переправи — в братській могилі поховано 800 радянських бійців.
2002 року в Соловйово відкрито храм — як меморіальний, в пам'ять загиблих бійців на Соловйовській переправі.
Червнем 2010 року переправа стає місцем проведення міжнародного туристичного фестивалю «Соловйова переправа». В заходах фестивалю — виступи патріотичної пісні «Біля Соловйової переправи».